# ISO 3166-1 alpha-2
Mã ISO 3166-1 alpha-2 là những mã quốc gia hai ký tự trong tiêu chuẩn ISO 3166-1 để đại diện cho quốc gia và lãnh thổ phụ thuộc. Chúng được Tổ chức tiêu chuẩn hoá quốc tế (ISO) phát hành như một phần của tiêu chuẩn ISO 3166 của tổ chức. Chúng là những mã được sử dụng nhiều nhất trong các bộ mã do ISO phát hành, và được dùng nhiều cho tên miền quốc gia cấp cao nhất (với một số thay đổi). Những mã này lần đầu xuất hiện trong bộ tiêu chuẩn ISO 3166 phiên bản đầu tiên vào năm 1974.

## Việc sử dụng và ứng dụng
Những mã này được dùng trong nhiều môi trường khác nhau và cũng là một phần của những tiêu chuẩn khác. Trong một số trường hợp, chúng không được chính xác lắm.

### Thi hành đầy đủ
Những mã 2 ký tự ISO 3166-1 được dùng trong:
- ISO 3901 — Mã thu chuẩn quốc tế
- ISO 4217 — Mã tiền tệ
- ISO 6166 — Hệ thống số nhận dạng Chứng khoán quốc tế (ISIN)
- ISO 7372 — Trao đổi dữ liệu thương mại (Danh mục phần tử dữ liệu thương mại)
- ISO 9362 — Mã SWIFT codes (Mã nhận dạng Ngân hàng)
- ISO 9375
- ISO 13616 — Số tài khoản ngân hàng quốc tế
- UN/LOCODE — Mã Liên hiệp quốc về Vị trí Thương mại và Vận tải, do implemented by the Ủy ban Kinh tế châu Âu của Liên hiệp quốc
- Đánh dấu ngôn ngữ IETF

### Thi hành không đầy đủ
Bắt đầu từ năm 1985, mã hai ký tự đã được dùng trong hệ thống phân giải tên miền làm tên miền quốc gia cấp cao nhất (ccTLD). Ngày nay, Tổ chức cấp phát số hiệu Internet gán ccTLD Lưu trữ ngày 3 tháng 10 năm 2007 tại Wayback Machine, đa số theo mã ISO 3166-1 alpha-2, nhưng có một số ngoại lệ (ví dụ, Liên hiệp Vương quốc Anh và Bắc Ireland yêu cầu bảo lưu ngoại lệ .uk cho ccTLD của họ thay vì tên gốc .gb)
Tiêu chuẩn ghi mã ST.3 của WIPO sử dụng mã alpha-2 để mã hóa các bang, những thực thể và tổ chức liên chính phủ khác (và Cơ quan Sáng chế/Thương hiệu), nhưng bao gồm một số mã thêm vào. Đối với những mã thêm vào này, xem phần Mã hiện không được phép dùng.
Mã quốc gia NATO cũng dựa trên ISO 3166-1 alpha-2.

## Các thay đổi
Những thay đổi của ISO 3166-1 alpha-2 được ghi trong ISO 3166-3.

## Các mã hiện nay

### Bảng giải mã
Dưới đây là bảng giải mã theo màu của tất cả các yếu tố mã ISO 3166-1 alpha-2. Nhấn vào ô để xem mục tương ứng.
| Sơ đồ mã ISO 3166-1 alpha-2 | Sơ đồ mã ISO 3166-1 alpha-2 | Sơ đồ mã ISO 3166-1 alpha-2                                                             | Sơ đồ mã ISO 3166-1 alpha-2 | Sơ đồ mã ISO 3166-1 alpha-2 | Sơ đồ mã ISO 3166-1 alpha-2 | Sơ đồ mã ISO 3166-1 alpha-2 | Sơ đồ mã ISO 3166-1 alpha-2 | Sơ đồ mã ISO 3166-1 alpha-2 | Sơ đồ mã ISO 3166-1 alpha-2 | Sơ đồ mã ISO 3166-1 alpha-2 | Sơ đồ mã ISO 3166-1 alpha-2 | Sơ đồ mã ISO 3166-1 alpha-2 | Sơ đồ mã ISO 3166-1 alpha-2 | Sơ đồ mã ISO 3166-1 alpha-2 | Sơ đồ mã ISO 3166-1 alpha-2 | Sơ đồ mã ISO 3166-1 alpha-2 | Sơ đồ mã ISO 3166-1 alpha-2 | Sơ đồ mã ISO 3166-1 alpha-2 | Sơ đồ mã ISO 3166-1 alpha-2 | Sơ đồ mã ISO 3166-1 alpha-2 | Sơ đồ mã ISO 3166-1 alpha-2 | Sơ đồ mã ISO 3166-1 alpha-2 | Sơ đồ mã ISO 3166-1 alpha-2 | Sơ đồ mã ISO 3166-1 alpha-2 | Sơ đồ mã ISO 3166-1 alpha-2 |
| --------------------------- | --------------------------- | --------------------------------------------------------------------------------------- | --------------------------- | --------------------------- | --------------------------- | --------------------------- | --------------------------- | --------------------------- | --------------------------- | --------------------------- | --------------------------- | --------------------------- | --------------------------- | --------------------------- | --------------------------- | --------------------------- | --------------------------- | --------------------------- | --------------------------- | --------------------------- | --------------------------- | --------------------------- | --------------------------- | --------------------------- | --------------------------- |
| AA                          | AB                          | AC                                                                                      | AD                          | AE                          | AF                          | AG                          | AH                          | AI                          | AJ                          | AK                          | AL                          | AM                          | AN                          | AO                          | AP                          | AQ                          | AR                          | AS                          | AT                          | AU                          | AV                          | AW                          | AX                          | AY                          | AZ                          |
| BA                          | BB                          | BC                                                                                      | BD                          | BE                          | BF                          | BG                          | BH                          | BI                          | BJ                          | BK                          | BL                          | BM                          | BN                          | BO                          | BP                          | BQ                          | BR                          | BS                          | BT                          | BU                          | BV                          | BW                          | BX                          | BY                          | BZ                          |
| CA                          | CB                          | CC                                                                                      | CD                          | CE                          | CF                          | CG                          | CH                          | CI                          | CJ                          | CK                          | CL                          | CM                          | CN                          | CO                          | CP                          | CQ                          | CR                          | CS                          | CT                          | CU                          | CV                          | CW                          | CX                          | CY                          | CZ                          |
| DA                          | DB                          | DC                                                                                      | DD                          | DE                          | DF                          | DG                          | DH                          | DI                          | DJ                          | DK                          | DL                          | DM                          | DN                          | DO                          | DP                          | DQ                          | DR                          | DS                          | DT                          | DU                          | DV                          | DW                          | DX                          | DY                          | DZ                          |
| EA                          | EB                          | EC                                                                                      | ED                          | EE                          | EF                          | EG                          | EH                          | EI                          | EJ                          | EK                          | EL                          | EM                          | EN                          | EO                          | EP                          | EQ                          | ER                          | ES                          | ET                          | EU                          | EV                          | EW                          | EX                          | EY                          | EZ                          |
| FA                          | FB                          | FC                                                                                      | FD                          | FE                          | FF                          | FG                          | FH                          | FI                          | FJ                          | FK                          | FL                          | FM                          | FN                          | FO                          | FP                          | FQ                          | FR                          | FS                          | FT                          | FU                          | FV                          | FW                          | FX                          | FY                          | FZ                          |
| GA                          | GB                          | GC                                                                                      | GD                          | GE                          | GF                          | GG                          | GH                          | GI                          | GJ                          | GK                          | GL                          | GM                          | GN                          | GO                          | GP                          | GQ                          | GR                          | GS                          | GT                          | GU                          | GV                          | GW                          | GX                          | GY                          | GZ                          |
| HA                          | HB                          | HC                                                                                      | HD                          | HE                          | HF                          | HG                          | HH                          | HI                          | HJ                          | HK                          | HL                          | HM                          | HN                          | HO                          | HP                          | HQ                          | HR                          | HS                          | HT                          | HU                          | HV                          | HW                          | HX                          | HY                          | HZ                          |
| IA                          | IB                          | IC                                                                                      | ID                          | IE                          | IF                          | IG                          | IH                          | II                          | IJ                          | IK                          | IL                          | IM                          | IN                          | IO                          | IP                          | IQ                          | IR                          | IS                          | IT                          | IU                          | IV                          | IW                          | IX                          | IY                          | IZ                          |
| JA                          | JB                          | JC                                                                                      | JD                          | JE                          | JF                          | JG                          | JH                          | JI                          | JJ                          | JK                          | JL                          | JM                          | JN                          | JO                          | JP                          | JQ                          | JR                          | JS                          | JT                          | JU                          | JV                          | JW                          | JX                          | JY                          | JZ                          |
| KA                          | KB                          | KC                                                                                      | KD                          | KE                          | KF                          | KG                          | KH                          | KI                          | KJ                          | KK                          | KL                          | KM                          | KN                          | KO                          | KP                          | KQ                          | KR                          | KS                          | KT                          | KU                          | KV                          | KW                          | KX                          | KY                          | KZ                          |
| LA                          | LB                          | LC                                                                                      | LD                          | LE                          | LF                          | LG                          | LH                          | LI                          | LJ                          | LK                          | LL                          | LM                          | LN                          | LO                          | LP                          | LQ                          | LR                          | LS                          | LT                          | LU                          | LV                          | LW                          | LX                          | LY                          | LZ                          |
| MA                          | MB                          | MC                                                                                      | MD                          | ME                          | MF                          | MG                          | MH                          | MI                          | MJ                          | MK                          | ML                          | MM                          | MN                          | MO                          | MP                          | MQ                          | MR                          | MS                          | MT                          | MU                          | MV                          | MW                          | MX                          | MY                          | MZ                          |
| NA                          | NB                          | NC                                                                                      | ND                          | NE                          | NF                          | NG                          | NH                          | NI                          | NJ                          | NK                          | NL                          | NM                          | NN                          | NO                          | NP                          | NQ                          | NR                          | NS                          | NT                          | NU                          | NV                          | NW                          | NX                          | NY                          | NZ                          |
| OA                          | OB                          | OC                                                                                      | OD                          | OE                          | OF                          | OG                          | OH                          | OI                          | OJ                          | OK                          | OL                          | OM                          | ON                          | OO                          | OP                          | OQ                          | OR                          | OS                          | OT                          | OU                          | OV                          | OW                          | OX                          | OY                          | OZ                          |
| PA                          | PB                          | PC                                                                                      | PD                          | PE                          | PF                          | PG                          | PH                          | PI                          | PJ                          | PK                          | PL                          | PM                          | PN                          | PO                          | PP                          | PQ                          | PR                          | PS                          | PT                          | PU                          | PV                          | PW                          | PX                          | PY                          | PZ                          |
| QA                          | QB                          | QC                                                                                      | QD                          | QE                          | QF                          | QG                          | QH                          | QI                          | QJ                          | QK                          | QL                          | QM                          | QN                          | QO                          | QP                          | QQ                          | QR                          | QS                          | QT                          | QU                          | QV                          | QW                          | QX                          | QY                          | QZ                          |
| RA                          | RB                          | RC                                                                                      | RD                          | RE                          | RF                          | RG                          | RH                          | RI                          | RJ                          | RK                          | RL                          | RM                          | RN                          | RO                          | RP                          | RQ                          | RR                          | RS                          | RT                          | RU                          | RV                          | RW                          | RX                          | RY                          | RZ                          |
| SA                          | SB                          | SC                                                                                      | SD                          | SE                          | SF                          | SG                          | SH                          | SI                          | SJ                          | SK                          | SL                          | SM                          | SN                          | SO                          | SP                          | SQ                          | SR                          | SS                          | ST                          | SU                          | SV                          | SW                          | SX                          | SY                          | SZ                          |
| TA                          | TB                          | TC                                                                                      | TD                          | TE                          | TF                          | TG                          | TH                          | TI                          | TJ                          | TK                          | TL                          | TM                          | TN                          | TO                          | TP                          | TQ                          | TR                          | TS                          | TT                          | TU                          | TV                          | TW                          | TX                          | TY                          | TZ                          |
| UA                          | UB                          | UC                                                                                      | UD                          | UE                          | UF                          | UG                          | UH                          | UI                          | UJ                          | UK                          | UL                          | UM                          | UN                          | UO                          | UP                          | UQ                          | UR                          | US                          | UT                          | UU                          | UV                          | UW                          | UX                          | UY                          | UZ                          |
| VA                          | VB                          | VC                                                                                      | VD                          | VE                          | VF                          | VG                          | VH                          | VI                          | VJ                          | VK                          | VL                          | VM                          | VN                          | VO                          | VP                          | VQ                          | VR                          | VS                          | VT                          | VU                          | VV                          | VW                          | VX                          | VY                          | VZ                          |
| WA                          | WB                          | WC                                                                                      | WD                          | WE                          | WF                          | WG                          | WH                          | WI                          | WJ                          | WK                          | WL                          | WM                          | WN                          | WO                          | WP                          | WQ                          | WR                          | WS                          | WT                          | WU                          | WV                          | WW                          | WX                          | WY                          | WZ                          |
| XA                          | XB                          | XC                                                                                      | XD                          | XE                          | XF                          | XG                          | XH                          | XI                          | XJ                          | XK                          | XL                          | XM                          | XN                          | XO                          | XP                          | XQ                          | XR                          | XS                          | XT                          | XU                          | XV                          | XW                          | XX                          | XY                          | XZ                          |
| YA                          | YB                          | YC                                                                                      | YD                          | YE                          | YF                          | YG                          | YH                          | YI                          | YJ                          | YK                          | YL                          | YM                          | YN                          | YO                          | YP                          | YQ                          | YR                          | YS                          | YT                          | YU                          | YV                          | YW                          | YX                          | YY                          | YZ                          |
| ZA                          | ZB                          | ZC                                                                                      | ZD                          | ZE                          | ZF                          | ZG                          | ZH                          | ZI                          | ZJ                          | ZK                          | ZL                          | ZM                          | ZN                          | ZO                          | ZP                          | ZQ                          | ZR                          | ZS                          | ZT                          | ZU                          | ZV                          | ZW                          | ZX                          | ZY                          | ZZ                          |
| Quy định màu                |                             |                                                                                         |                             |                             |                             |                             |                             |                             |                             |                             |                             |                             |                             |                             |                             |                             |                             |                             |                             |                             |                             |                             |                             |                             |                             |
|                             |                             | Được gán chính thức: yếu tố mã của quốc gia hoặc vùng lãnh thổ                          |                             |                             |                             |                             |                             |                             |                             |                             |                             |                             |                             |                             |                             |                             |                             |                             |                             |                             |                             |                             |                             |                             |                             |
|                             |                             | Tự gán: yếu tố mã người dùng có thể tự gán                                              |                             |                             |                             |                             |                             |                             |                             |                             |                             |                             |                             |                             |                             |                             |                             |                             |                             |                             |                             |                             |                             |                             |                             |
|                             |                             | Bảo lưu ngoại lệ: yếu tố mã được bảo lưu theo yêu cầu để dùng hạn chế                   |                             |                             |                             |                             |                             |                             |                             |                             |                             |                             |                             |                             |                             |                             |                             |                             |                             |                             |                             |                             |                             |                             |                             |
|                             |                             | Bảo lưu chuyển tiếp: yếu tố mã đã xóa khỏi ISO 3166-1                                   |                             |                             |                             |                             |                             |                             |                             |                             |                             |                             |                             |                             |                             |                             |                             |                             |                             |                             |                             |                             |                             |                             |                             |
|                             |                             | Bảo lưu mơ hồ: yếu tố mã được dùng trong những hệ thống mã hóa khác cùng với ISO 3166-1 |                             |                             |                             |                             |                             |                             |                             |                             |                             |                             |                             |                             |                             |                             |                             |                             |                             |                             |                             |                             |                             |                             |                             |
|                             |                             | Hiện không dùng: yếu tố mã hiện không được dùng trong ISO 3166-1                        |                             |                             |                             |                             |                             |                             |                             |                             |                             |                             |                             |                             |                             |                             |                             |                             |                             |                             |                             |                             |                             |                             |                             |
|                             |                             | Chưa gán: yếu tố mã để trống chỉ có ISO 3166/MA được gán                                |                             |                             |                             |                             |                             |                             |                             |                             |                             |                             |                             |                             |                             |                             |                             |                             |                             |                             |                             |                             |                             |                             |                             |

### Yếu tố mã được gán chính thức
Dưới đây là danh sách đầy đủ những mã ISO 3166-1 alpha-2 bia dat, với ba cột:
- Alpha-2 – mã quốc gia 2 ký tự (với liên kết đến mã địa lý ISO 3166-2)
- Tên quốc gia – Tên ngắn bằng tiếng Anh được Cục Bảo trì ISO 3166 (ISO 3166/MA) sử dụng chính thức
- Ghi chú – Ghi chú không chính thức

| Alpha-2 | Tên quốc gia                                 | Ghi chú |
| ------- | -------------------------------------------- | --- |
| AD      | Andorra                                      | |
| AE      | United Arab Emirates                         | |
| AF      | Afghanistan                                  | |
| AG      | Antigua and Barbuda                          | |
| AI      | Anguilla                                     | AI trước đây đại diện cho Afar và Issas thuộc Pháp |
| AL      | Albania                                      | |
| AM      | Armenia                                      | |
| AN      | Netherlands Antilles                         | |
| AO      | Angola                                       | |
| AQ      | Antarctica                                   | Bao gồm tất cả lãnh thổ về phía nam vĩ tuyến 60 độ Nam Mã lấy từ tên tiếng Pháp "Antarctique"                                                                         |
| AR      | Argentina                                    | |
| AS      | American Samoa                               | |
| AT      | Áo                                           | |
| AU      | Australia                                    | |
| AW      | Aruba                                        | |
| AX      | Åland Islands                                | |
| AZ      | Azerbaijan                                   | |
| BA      | Bosnia and Herzegovina                       | |
| BB      | Barbados                                     | |
| BD      | Bangladesh                                   | |
| BE      | Bỉ                                           | |
| BF      | Burkina Faso                                 | Trước đây có tên "Upper Volta" HV |
| BG      | Bulgaria                                     | |
| BH      | Bahrain                                      | |
| BI      | Burundi                                      | |
| BJ      | Bénin                                        | Trước đây có tên "Dahomey" DY |
| BM      | Bermuda                                      | |
| BN      | Brunei Darussalam                            | |
| BO      | Bolivia                                      | |
| BR      | Brasil                                       | |
| BS      | Bahamas                                      | |
| BT      | Bhutan                                       | |
| BV      | Bouvet Island                                | |
| BW      | Botswana                                     | |
| BY      | Belarus                                      | Trước đây có tên "Byelorussian S.S.R." Mã lấy từ tên cũ "Byelorussia"                                                                                                 |
| BZ      | Belize                                       | |
| CA      | Canada                                       | |
| CC      | Cocos (Keeling) Islands                      | |
| CD      | Congo, the Democratic Republic of the        | Trước đây có tên "Zaire" ZR |
| CF      | Central African Republic                     | |
| CG      | Congo                                        | |
| CH      | Thụy Sĩ                                      | Mã lấy từ tên chính thức bằng tiếng Latin "Confoederatio Helvetica"                                                                                                   |
| CI      | Côte d'Ivoire                                | |
| CK      | Cook Islands                                 | |
| CL      | Chile                                        | |
| CM      | Cameroon                                     | |
| CN      | China                                        | |
| CO      | Colombia                                     | |
| CR      | Costa Rica                                   | |
| CU      | Cuba                                         | |
| CV      | Cape Verde                                   | |
| CX      | Christmas Island                             | |
| CY      | Cộng hòa Síp                                 | |
| CZ      | Czech Republic                               | |
| DE      | Đức                                          | Trước đây có tên "Germany, Federal Republic of" (Cộng hòa Liên bang Đức) Mã lấy từ tên tiếng Đức "Deutschland"                                                        |
| DJ      | Djibouti                                     | Trước đây có tên "Afar và Issas thuộc Pháp" AI |
| DK      | Đan Mạch                                     | |
| DM      | Dominica                                     | |
| DO      | Cộng hòa Dominica                            | |
| DZ      | Algérie                                      | Mã lấy từ tên Berber "Ledzayer" |
| EC      | Ecuador                                      | |
| EE      | Estonia                                      | Mã lấy từ tên tiếng Estonia "Eesti" |
| EG      | Ai Cập                                       | |
| EH      | Western Sahara                               | Trước đây có tên "Spanish Sahara" Mã lấy từ tên cũ tiếng Tây Ban Nha "Sáhara Español"                                                                                 |
| ER      | Eritrea                                      | |
| ES      | Tây Ban Nha                                  | Bao gồm Quần đảo Canary, Ceuta và Melilla Mã lấy từ tên tiếng Tây Ban Nha "España"                                                                                    |
| ET      | Ethiopia                                     | |
| FI      | Phần Lan                                     | |
| FJ      | Fiji                                         | |
| FK      | Falkland Islands (Malvinas)                  | |
| FM      | Micronesia, Federated States of              | Trước đây có tên "Micronesia" |
| FO      | Quần đảo Faroe                               | |
| FR      | Pháp                                         | |
| GA      | Gabon                                        | |
| GB      | United Kingdom                               | Mã lấy từ "Đảo Anh", một phần của tên chính thức "United Kingdom of Great Britain and Northern Ireland" UK cũng được bảo lưu ngoại lệ theo yêu cầu của Vương quốc Anh |
| GD      | Grenada                                      | |
| GE      | Georgia                                      | GE trước đây đại diện cho Quần đảo Gilbert và Ellice |
| GF      | French Guiana                                | |
| GG      | Guernsey                                     | |
| GH      | Ghana                                        | |
| GI      | Gibraltar                                    | |
| GL      | Greenland                                    | |
| GM      | Gambia                                       | |
| GN      | Guinea                                       | |
| GP      | Guadeloupe                                   | Bao gồm Saint-Barthélemy và Saint-Martin |
| GQ      | Equatorial Guinea                            | |
| GR      | Hy Lạp                                       | |
| GS      | South Georgia and the South Sandwich Islands | |
| GT      | Guatemala                                    | |
| GU      | Guam                                         | |
| GW      | Guinea-Bissau                                | |
| GY      | Guyana                                       | |
| HK      | Hong Kong                                    | |
| HM      | Heard Island and McDonald Islands            | |
| HN      | Honduras                                     | |
| HR      | Croatia                                      | Mã lấy từ tên tiếng Croatia "Hrvatska" |
| HT      | Haiti                                        | |
| HU      | Hungary                                      | |
| ID      | Indonesia                                    | |
| IE      | Ireland                                      | |
| IL      | Israel                                       | |
| IM      | Isle of Man                                  | |
| IN      | India                                        | |
| IO      | British Indian Ocean Territory               | Bao gồm Diego Garcia |
| IQ      | Iraq                                         | |
| IR      | Iran, Islamic Republic of                    | |
| IS      | Iceland                                      | Mã lấy từ tên tiếng Iceland "Ísland" |
| IT      | Ý                                            | |
| JE      | Jersey                                       | |
| JM      | Jamaica                                      | |
| JO      | Jordan                                       | |
| JP      | Japan                                        | |
| KE      | Kenya                                        | |
| KG      | Kyrgyzstan                                   | |
| KH      | Campuchia                                    | Trước đây có tên "Kampuchea" Mã lấy từ tên cũ "Kampuchea" |
| KI      | Kiribati                                     | |
| KM      | Comoros                                      | Code taken from "Komori", its Comorian name |
| KN      | Saint Kitts and Nevis                        | Previously named "Saint Kitts-Nevis-Anguilla" |
| KP      | Korea, Democratic People's Republic of       | tức, Bắc Triều Tiên |
| KR      | Korea, Republic of                           | tức, Nam Triều Tiên |
| KW      | Kuwait                                       | |
| KY      | Cayman Islands                               | |
| KZ      | Kazakhstan                                   | Trước đây có tên "Kazakstan" |
| LA      | Lao People's Democratic Republic             | |
| LB      | Liban                                        | |
| LC      | Saint Lucia                                  | |
| LI      | Liechtenstein                                | |
| LK      | Sri Lanka                                    | |
| LR      | Liberia                                      | |
| LS      | Lesotho                                      | |
| LT      | Litva                                        | |
| LU      | Luxembourg                                   | |
| LV      | Latvia                                       | |
| LY      | Libyan Arab Jamahiriya                       | |
| MA      | Maroc                                        | Mã lấy từ tên tiếng Pháp "Maroc" |
| MC      | Monaco                                       | |
| MD      | Moldova, Republic of                         | |
| ME      | Montenegro                                   | |
| MG      | Madagascar                                   | |
| MH      | Marshall Islands                             | |
| MK      | Macedonia, the former Yugoslav Republic of   | Được chỉ định do có sự tranh chấp về tên Mã lấy từ tên tiếng Macedonia "Makedonija"                                                                                   |
| ML      | Mali                                         | |
| MM      | Myanma                                       | Trước đây có tên "Burma" BU |
| MN      | Mông Cổ                                      | |
| MO      | Macao                                        | Trước đây có tên "Macau" |
| MP      | Northern Mariana Islands                     | |
| MQ      | Martinique                                   | |
| MR      | Mauritanie                                   | |
| MS      | Montserrat                                   | |
| MT      | Malta                                        | |
| MU      | Mauritius                                    | |
| MV      | Maldives                                     | |
| MW      | Malawi                                       | |
| MX      | México                                       | |
| MY      | Malaysia                                     | |
| MZ      | Mozambique                                   | |
| NA      | Namibia                                      | |
| NC      | New Caledonia                                | |
| NE      | Niger                                        | |
| NF      | Norfolk Island                               | |
| NG      | Nigeria                                      | |
| NI      | Nicaragua                                    | |
| NL      | Hà Lan                                       | |
| NO      | Na Uy                                        | |
| NP      | Nepal                                        | |
| NR      | Nauru                                        | |
| NU      | Niue                                         | |
| NZ      | New Zealand                                  | |
| OM      | Oman                                         | |
| PA      | Panama                                       | |
| PE      | Peru                                         | |
| PF      | French Polynesia                             | Bao gồm Đảo Clipperton |
| PG      | Papua New Guinea                             | |
| PH      | Philippines                                  | |
| PK      | Pakistan                                     | |
| PL      | Poland                                       | |
| PM      | Saint Pierre and Miquelon                    | |
| PN      | Pitcairn                                     | |
| PR      | Puerto Rico                                  | |
| PS      | Palestinian Territory, Occupied              | Bao gồm Bờ Tây và Dải Gaza |
| PT      | Bồ Đào Nha                                   | |
| PW      | Palau                                        | |
| PY      | Paraguay                                     | |
| QA      | Qatar                                        | |
| RE      | Réunion                                      | |
| RO      | România                                      | |
| RS      | Serbia                                       | |
| RU      | Russian Federation                           | |
| RW      | Rwanda                                       | |
| SA      | Ả Rập Saudi                                  | |
| SB      | Solomon Islands                              | Mã lấy từ tên cũ "British Solomon Islands" (Quần đảo Solomon thuộc Anh)                                                                                               |
| SC      | Seychelles                                   | |
| SD      | Sudan                                        | |
| SE      | Thụy Điển                                    | |
| SG      | Singapore                                    | |
| SH      | Saint Helena                                 | Bao gồm Đảo Ascension và Tristan da Cunha |
| SI      | Slovenia                                     | |
| SJ      | Svalbard and Jan Mayen                       | Bao gồm Svalbard và Jan Mayen |
| SK      | Slovakia                                     | SK trước đây đại diện cho Sikkim |
| SL      | Sierra Leone                                 | |
| SM      | San Marino                                   | |
| SN      | Senegal                                      | |
| SO      | Somalia                                      | |
| SR      | Suriname                                     | |
| SS      | Nam Sudan                                    | |
| ST      | Sao Tome and Principe                        | |
| SV      | El Salvador                                  | |
| SY      | Syrian Arab Republic                         | |
| SZ      | Eswatini                                     | |
| TC      | Turks and Caicos Islands                     | |
| TD      | Chad                                         | Mã lấy từ tên tiếng Pháp "Tchad" |
| TF      | French Southern Territories                  | Bao phủ vùng đất phía Nam và Nam cực thuộc Pháp hiện nay trừ Vùng đất Adélie                                                                                          |
| TG      | Togo                                         | |
| TH      | Thailand                                     | |
| TJ      | Tajikistan                                   | |
| TK      | Tokelau                                      | |
| TL      | Timor-Leste                                  | Trước đây có tên "East Timor" (Đông Timor) TP |
| TM      | Turkmenistan                                 | |
| TN      | Tunisia                                      | |
| TO      | Tonga                                        | |
| TR      | Turkey                                       | |
| TT      | Trinidad and Tobago                          | |
| TV      | Tuvalu                                       | |
| TW      | Taiwan, Province of China                    | Gồm phần quản lý của Cộng hòa Trung Hoa hiện tại trừ Kim Môn và Liên Giang Được chỉ định do vị thế chính trị tại LHQ                                                  |
| TZ      | Tanzania, United Republic of                 | |
| UA      | Ukraina                                      | Trước đây có tên "Ukrainian S.S.R." |
| UG      | Uganda                                       | |
| UM      | United States Minor Outlying Islands         | Bao gồm Đảo Baker, Đảo Howland, Đảo Jarvis, Đảo Johnston, Đảo san hô Kingman, Đảo Midway, Đảo Navassa, Đảo Palmyra, và Đảo Wake                                       |
| US      | United States                                | |
| UY      | Uruguay                                      | |
| UZ      | Uzbekistan                                   | |
| VA      | Holy See (Vatican City State)                | Do Tòa Thánh quản lý Trước đây có tên "Quốc gia Thành Vatican (Tòa Thánh)"                                                                                            |
| VC      | Saint Vincent and the Grenadines             | |
| VE      | Venezuela                                    | |
| VG      | Virgin Islands, British                      | |
| VI      | Virgin Islands, U.S.                         | |
| VN      | Viet Nam                                     | |
| VU      | Vanuatu                                      | Trước đây có tên "New Hebrides" NH |
| WF      | Wallis and Futuna                            | |
| WS      | Samoa                                        | Mã lấy từ tên cũ "Western Samoa" (Tây Samoa) |
| YE      | Yemen                                        | Trước đây có tên "Cộng hòa Yemen" |
| YT      | Mayotte                                      | |
| ZA      | South Africa                                 | Mã lấy từ tên tiếng Hà Lan "Zuid-Afrika" |
| ZM      | Zambia                                       | |
| ZW      | Zimbabwe                                     | Trước đây có tên "Southern Rhodesia" (Nam Rhodesia) RH |

### Yếu tố mã tự gán
Những mã alpha-2 sau đây người dùng có thể tự gán: AA, từ QM đến QZ, từ XA đến XZ, và ZZ. Những yếu tố mã này tùy vào cách bố trí của người dùng nào cần thêm các tên quốc gia, vùng lãnh thổ hoặc khu vực địa lý khác vào ứng dụng ISO 3166-1 của riêng họ, và ISO 3166/MA sẽ không bao giờ dùng chúng khi cập nhật tiêu chuẩn. Ví dụ:
- UN/LOCODE gán XZ cho Các cơ sở nước trên thế giới.
- Tổng cục Hải quan của Bộ Tài chính Cộng hòa Trung Hoa đang kiểm soát Đài Loan chỉ định bốn mã sử dụng cá nhân cho nhu cầu thống kê của mình  Lưu trữ ngày 8 tháng 2 năm 2005 tại Wayback Machine  Lưu trữ ngày 9 tháng 4 năm 2005 tại Wayback Machine:
  - XA – Quần đảo Ryukyu, Cộng hòa Trung Hoa chưa bao giờ xem là lãnh thổ Nhật Bản
  - XB – Nevis
  - XC – Tahiti
  - ZZ – các quốc gia khác

### Yếu tố mã bảo lưu
Những yếu tố mã bảo lưu là những mã, tuy không phải là mã ISO 3166-1, vẫn được sử dụng cho một số ứng dụng cùng với các mã ISO 3166. ISO 3166/MA do đó bảo lưu chúng, để không dùng chúng cho những mã ISO 3166 chính thức mới, như thế sẽ tạo ra mâu thuẫn giữa tiêu chuẩn và các ứng dụng đó. Danh sách yếu tố mã bảo lưu alpha-2 được chia thành những loại sau.

#### Bảo lưu ngoại lệ
Những mã alpha-2 được bảo lưu ngoại lệ được bảo lưu vĩnh viễn do yêu cầu của các cơ quan thành viên ISO của quốc gia, chính phủ và tổ chức quốc tế vì chúng cần thiết cho những mục đích nào đó. ISO 3166/MA chỉ cho phép sử dụng chúng với mục đích đã đề xuất. Những mã alpha-2 sau hiện đang được bảo lưu ngoại lệ:
| Alpha-2 | Tên quốc gia         | Ghi chú |
| ------- | -------------------- | --- |
| AC      | Ascension Island     | Bảo lưu theo yêu cầu của UPU Được dùng làm ccTLD |
| CP      | Clipperton Island    | Bảo lưu theo yêu cầu của ITU |
| DG      | Diego Garcia         | Bảo lưu theo yêu cầu của ITU |
| EA      | Ceuta và Melilla     | Bảo lưu theo yêu cầu của WCO để đại diện cho khu vực bên ngoài khu vực hải quan EU |
| EU      | Liên minh châu Âu    | Trước đây bảo lưu theo yêu cầu của ISO 4217/MA để cung cấp mã quốc gia cho Euro Sau đó được mở rộng ra dùng trong Hệ thống số nhận dạng Chứng khoán quốc tế (ISIN) Sau đó được ISO 3166/MA mở rộng ra cho bất kỳ ứng dụng nào cần đại diện cho tên Liên minh châu Âu Được dùng làm ccTLD |
| FX      | France, Metropolitan | Bảo lưu theo yêu cầu của Pháp |
| IC      | Canary Islands       | Bảo lưu theo yêu cầu của WCO đại diện cho khu vực bên ngoài khu vực hải quan EU |
| TA      | Tristan da Cunha     | Bảo lưu theo yêu cầu của UPU |
| UK      | United Kingdom       | Bảo lưu theo yêu cầu của Liên hiệp Vương quốc Anh và Bắc Ireland Được dùng làm ccTLD |

Ba mã sau cũng nằm trong danh sách bảo lưu ngoại lệ, cho đến khi được cập nhật từ ngày 29 tháng 3 năm 2006 đưa chúng vào mã chính thức trong tiêu chuẩn:
| Alpha-2 | Mã quốc gia | Ghi chú                                          |
| ------- | ----------- | ------------------------------------------------ |
| GG      | Guernsey    | Bảo lưu theo yêu cầu của UPU Được dùng làm ccTLD |
| IM      | Isle of Man | Bảo lưu theo yêu cầu của UPU Được dùng làm ccTLD |
| JE      | Jersey      | Bảo lưu theo yêu cầu của UPU Được dùng làm ccTLD |

#### Bảo lưu chuyển tiếp
Một sự bảo lưu chuyển tiếp liên quan đến một mã trước đây hiện diện trong ISO 3166, nhưng đã bị xóa. Nó sẽ được duy trì ở đó như sự bảo lưu chuyển tiếp trong vòng ít nhất năm năm, phòng ngừa người dùng vẫn vần tham khảo đến thành phần cũ hoặc những hệ thống chưa được cập nhật mã mới. Những mã alpha-2 sau hiện đang được bảo lưu chuyển tiếp:
| Alpha-2 | Tên quốc gia          | Ngày bảo lưu      | Ghi chú                                  |
| ------- | --------------------- | ----------------- | ---------------------------------------- |
| BU      | Burma                 | Tháng 12 năm 1989 |                                          |
| CS      | Serbia and Montenegro | Tháng 9 năm 2006  | CS trước đây đại diện cho Czechoslovakia |
| NT      | Vùng trung lập        | Tháng 7 năm 1993  |                                          |
| SF      | Phần Lan              | Tháng 9 năm 1995  | Phần Lan hiện sử dụng mã FI              |
| SU      | U.S.S.R.              | Tháng 9 năm 1992  | Vẫn được dùng làm ccTLD                  |
| TP      | East Timor            | Tháng 5 năm 2002  | Vẫn được dùng làm ccTLD                  |
| YU      | Yugoslavia            | Tháng 7 năm 2003  | Vẫn được dùng làm ccTLD                  |
| ZR      | Zaire                 | Tháng 7 năm 1997  |                                          |

#### Bảo lưu mơ hồ
Những yếu tố mã alpha-2 được bảo lưu mơ hồ là những yếu tố mã được dùng để xác định những phương tiện giao thông theo như Quy ước Giao thông Đường bộ Liên hiệp quốc n ăm 1949 và 1968. Những mã này khác với những mã dùng trong ISO 3166. ISO 3166/MA hy vọng rằng những mã này cuối cùng sẽ được xóa và rằng những mã ISO 3166-1 sẽ được dùng thay thế; nhưng trong thời gian đó chúng được bảo lưu, để tránh mâu thuẫn giữa ISO 3166-1 và bản Quy ước, và để thuận tiện cho bất kỳ sự chuyển đổi nào từ mã Quy ước sang mã ISO 3166-1. Tuy nhiên, chúng có thể được gán lại bất cứ lúc nào bởi ISO 3166/MA. Những mã alpha-2 sau hiện được bảo lưu mơ hồ:
| Alpha-2 | Quốc gia        |
| ------- | --------------- |
| DY      | Bénin 1         |
| EW      | Estonia 1       |
| FL      | Liechtenstein 2 |
| JA      | Jamaica 3       |
| LF      | Libya Fezzan 2  |
| PI      | Philippines 3   |
| RA      | Argentina 3     |
| RB      | Bolivia 2,5     |
| RB      | Botswana 3,5    |
| RC      | China 3         |
| RH      | Haiti 1         |
| RI      | Indonesia 3     |
| RL      | Liban 3         |
| RM      | Madagascar 3    |
| RN      | Niger 4         |
| RP      | Philippines 4   |
| WG      | Grenada 1       |
| WL      | Saint Lucia 1   |
| WV      | Saint Vincent 1 |
| YV      | Venezuela 1     |

Những mã sau đã được gán lại
| Alpha-2 | Quốc gia                                  |
| ------- | ----------------------------------------- |
| LT      | Libya Tripoli 2 — Gán lại cho Litva       |
| ME      | Western Sahara 2 — Gán lại cho Montenegro |
| RU      | Burundi 2 — Gán lại cho Liên bang Nga     |

Ghi chú:
1. Mã được thông báo Tổng thư ký LHQ theo Quy ước Giao thông Đường bộ năm 1949 và/hoặc 1968
2. Mã được dùng cho mục đích giao thông, nhưng không được thông báo cho Tổng thư khí LHQ theo Quy ước Giao thông Đường bộ năm 1949
3. Mã theo Quy ước Giao thông Đường bộ năm 1949
4. Mã theo Quy ước Giao thông Đường bộ năm 1968
5. Mã này được dùng để chỉ đến cả Bolivia lẫn Botswana

#### Mã hiện không được phép dùng
Ngoài ra, ISO 3166/MA đã quyết định, cho đến khi giải quyết xong, không dùng những mã alpha-2 sau theo Tiêu chuẩn ST.3 của WIPO. Tuy nhiên, quyết định này không được xếp vào bảo lưu chuyển tiếp hay mơ hồ, vì những mã này không chỉ đến quốc gia, vùng lãnh thổ hoặc khu vực địa lý nào:
| Alpha-2 | Tổ chức                                                                |
| ------- | ---------------------------------------------------------------------- |
| AP      | Tổ chức Sở hữu Trí tuệ Khu vực châu Phi                                |
| BX      | Phòng Thương hiệu và Kiểu dáng                                         |
| EF      | Liên minh các quốc gia dưới Quy ước Sáng chế Cộng đồng châu Âu         |
| EM      | Phòng Thương hiệu châu Âu                                              |
| EP      | Tổ chức Thương hiệu châu ÂU                                            |
| EV      | Tổ chức Sáng chế Âu-Á                                                  |
| GC      | Phòng Sáng chế của Ủy ban Hợp tác Các nước Ả Rập trong vùng Vịnh (GCC) |
| IB      | Cục WIPO quốc tế                                                       |
| OA      | Tổ chức Sở hữu Trí tuệ châu Phi                                        |
| WO      | Tổ chức Sở hữu Trí tuệ Thế giới                                        |

Chuẩn ST.3 của WIPO thực ra sử dụng EA để ghi mã cho Tổ chức Sáng chế Âu-Á. Tuy nhiên, ISO 3166/MA cho rằng không thể bảo đảm việc bảo lưu mã EA không cho dùng, vì nó đã được dùng cho mục đích hải quan đại diện cho Ceuta và Melilla. ISO 3166/MA đề nghị vào năm 1995 rằng EV được WIPO dùng với mục đích đại diện cho Tổ chức Sáng chế Âu-Á, đề nghị không được WIPO thực hiện.

## Những mã đã rút ra khác
để xem danh sách đầy đủ những mã đã rút ra
Ngoài những mã hiện được bảo lưu chuyển tiếp và FX (đang được bảo lưu ngoại lệ), những mã alpha-2 này đã được rút ra so với phiên bản đầu tiên của ISO 3166 vào năm 1974:
| Alpha-2 | Tên quốc gia                              | Ghi chú                                                                           |
| ------- | ----------------------------------------- | --------------------------------------------------------------------------------- |
| AI      | French Afar and Issas                     | AI đã được gán lại cho Anguilla                                                   |
| BQ      | British Antarctic Territory               |                                                                                   |
| CS      | Czechoslovakia                            | CS đã được gán lại cho Serbia và Montenegro cho đến khi nó chia tách vào năm 2006 |
| CT      | Canton and Enderbury Islands              |                                                                                   |
| DD      | German Democratic Republic                |                                                                                   |
| DY      | Dahomey                                   |                                                                                   |
| FQ      | French Southern and Antarctic Territories |                                                                                   |
| GE      | Gilbert and Ellice Islands                | GE đã được gán lại cho Gruzia                                                     |
| HV      | Upper Volta                               |                                                                                   |
| JT      | Johnston Island                           |                                                                                   |
| MI      | Midway Islands                            |                                                                                   |
| NH      | New Hebrides                              |                                                                                   |
| NQ      | Dronning Maud Land                        |                                                                                   |
| PC      | Pacific Islands, Trust Territory of the   |                                                                                   |
| PU      | U.S. Miscellaneous Pacific Islands        |                                                                                   |
| PZ      | Panama Canal Zone                         |                                                                                   |
| RH      | Southern Rhodesia                         |                                                                                   |
| SK      | Sikkim                                    | SK đã được gán lại cho Slovakia                                                   |
| VD      | Việt Nam Dân chủ Cộng hòa                 |                                                                                   |
| WK      | Wake Island                               |                                                                                   |
| YD      | Yemen, Democratic                         |                                                                                   |